# Пасикипр
Пасикипр — правитель кипрского города Тамасса в IV веке до н. э.
По свидетельству Дурида Самосского, в передаче Афинея, царь Пасикипр был известен своим расточительством. Правитель Китиона Пигмалион за пятьдесят талантов приобрел у него «крепостцу», после чего Пасикипр с вырученными деньгами отправился доживать старость в Аматунт.
По замечанию, в частности, канадского исследователя В. Хеккеля, Пасикипр был властителем известного залежами меди Тамасса. Как указал Г. Хилл, эта сделка имела место примерно в середине IV века до н. э. И. Дройзен отметил, что является неизвестным, принадлежали ли Пасикипр и Пигмалион к роду правителя Кития и Идалия Мелекиафона.